# Herpetogramma zophosticta
Herpetogramma zophosticta is een vlinder uit de familie van de grasmotten (Crambidae), uit de onderfamilie van de Spilomelinae. De wetenschappelijke naam van deze soort is voor het eerst gepubliceerd in 1915 door Alfred Jefferis Turner.
De soort komt voor in Australië (Northern Territory).